# Muchnice
Muchnice [pronunciación en polaco: /muxˈnit͡sɛ/] es un pueblo ubicado en el distrito administrativo de Gmina Strzelce, dentro del condado de Kutno, Voivodato de Łódź, en el centro de Polonia. Se encuentra a unos 10 kilómetros al noreste de Kutno y 58 kilómetros al norte de la capital regional Łódź.
El pueblo tiene una población de 250 habitantes.